# 船帆座IW
船帆座IW，又名CD-50 5534，HD 94985、SAO 238622、HR 4274，是船帆座的一颗恒星，视星等为5.91，位于銀經285.14，銀緯8.11，其B1900.0坐标为赤經10h 52m 46.2s，赤緯-50° 8.11′ 51″。